# Union sportive raonnaise
Maillots
Actualités
Dernière mise à jour : 30 octobre 2024.
L'Union sportive raonnaise, en abrégé  US raonnaise, et couramment appelée US Raon, est un club de football français fondé en 1921 et situé à Raon-l'Étape dans les Vosges.
Il est dans la culture populaire le troisième club historique de la région des Vosges derrière le SAS Épinal et le SR Saint-Dié. Le club joue depuis la saison 1993-1994 au niveau national et possède même sept saisons en National. Depuis la saison 2018-2019, le club évolue dans le championnat de National 3.

## Historique

### Fondation et amateurisme (1921 - 1993)
L'US Raon est fondé en 1921, un an après l'ES Thaon, autre club vosgien. Que ce soit en championnat ou en Coupe de France, le club est, durant de longues années, assez discret. À partir du début des années 90, le club progresse grandement jusqu'à atteindre la seconde place du championnat de Division d'Honneur en 1992-1993 derrière la réserve du SAS Épinal, ce qui est synonyme de montée pour la première fois dans son histoire au niveau national, le National 3.

### La montée en puissance (1993 - 2007)
Lors des deux premières saisons de National 3, l'USR termine à la quatrième et cinquième du championnat, des débuts plus que prometteurs avec en prime un 1/32ème de finale de Coupe de France lors de la saison 1995-1996 face à l'AS Poissy, club de National 2 (défaite un but à zéro). Cette même année, l'US Raon remporte la Coupe de Lorraine en finale dans le derby face au rival de l'ES Thaon. Lors de la saison suivante, Raon termine second de son groupe de National 3 derrière l'ASC Biesheim et se propulse pour la première fois de son histoire en National 2.
La belle histoire continue lors de la saison 1996-1997 où Raon termine troisième son groupe derrière les équipes réserve du FC Metz et de l'AS Nancy-Lorraine, qui comme le règlement l'indique, ne peuvent pas monter en National, c'est donc l'US Raon qui monte une nouvelle fois en trois saisons à l'échelon supérieur, véritable exploit pour le football vosgien. En parallèle de cette belle saison, Raon réalise une belle performance en Coupe de France en éliminant lors des 1/32èmes de finales le Toulouse FC, alors pensionnaire de Division 2, lors des tirs au but (4-3) après un match nul sur le score de un partout. En 1/16ème de finale, Raon s'incline sur la plus petite des marges face au RC Strasbourg, alors club de Division 1.
Après une première saison difficile en National avec une quinzième place, Raon termine la saison 1998-1999 à la huitième place, sa meilleure performance à ce jour en championnat de National. Mais la saison suivante est catastrophique, Raon termine dernier de National avec seulement cinq victoires en trente-huit rencontres de championnat, le club retrouve donc le CFA après trois saisons en troisième division française. Dans le même temps, l'entraîneur Didier Ollé-Nicolle, figure emblématique du club depuis 1991, quitte le club.
Après une cinquième place lors de la saison 2000-2001 entraînée par Philippe Maurice, l'USR réalise une performance décevante lors de l'exercice suivant avec une triste douzième place. Philippe Maurice est alors remplacé par Richard Déziré. C'est lors de la saison 2002-2003 que Raon termine une nouvelle cinquième de son groupe mais remonte en National avec le FC Bourg-Péronnas car les équipes réserves de l'ESTAC Troyes, du FC Sochaux-Montbéliard et de l'AS Nancy-Lorraine sont dans l'incapacité de monter à l'échelon supérieur. Dans le même temps, Raon joue une nouvelle fois un 1/32ème de finale de Coupe de France mais s'incline face au club mosellan du CSO Amnéville, alors pensionnaire de CFA, sur le score de deux buts à un. 
L'US Raon joue durant quatre saisons le maintien en National, bien que la saison 2005-2006 se ponctue par une belle neuvième place. C'est lors de la saison 2006-2007 que Raon quitte définitivement le championnat de National en terminant à la dix-huitième place.

### Maintien dans le niveau national (depuis 2008)
Malgré des saisons décevante sur le plan du championnat de CFA, jouant régulièrement le ventre mou voir le maintien, c'est en Coupe de France que Raon brille, avec deux 1/32èmes de finales consécutifs lors de la saison 2007-2008 face à l'Olympique Croix-de-Savoie 74 (défaite aux tirs au but) puis en 2008-2009 face au Grenoble Foot 38, club de Ligue 2 (défaite 4-3 lors des tirs au but). En 2009-2010, Raon fait encore mieux en éliminant le CO Saint-Dizier en 1/32ème de finale de Coupe de France sur le score de quatre buts à zéro et en s'inclinant un but à zéro en 1/16ème de finale face au Vesoul HSF sur le score d'un but à zéro. La saison suivante, Raon rejoint une nouvelle fois les 1/16èmes de finales de Coupe de France en s'inclinant face au FC Nantes sur le score de deux buts à zéro.
Lors de la saison 2012-2013, Raon réalise la meilleure performance de son histoire en Coupe de France encore à ce jour en rejoignant le cercle des 1/8èmes de finales après avoir éliminé le CSO Amnéville et le FC Istres. Le club reçoit le prestigieux club des Girondins de Bordeaux et s'incline avec les honneurs lors de la séance des tirs au but (5-3) après un match nul historique sur le score de deux buts partout. En parallèle, Raon termine second de son groupe de CFA derrière le RC Strasbourg et s'incline au terme d'un match polémique au Stade de la Colombière face à ce dernier sur le score de trois buts à deux, départageant la montée, les deux clubs ayant terminé la saison avec le même nombre de points.
La saison suivante, l'USR retrouve les 1/32èmes de finales de Coupe de France face, une nouvelle fois, aux Girondins de Bordeaux et s'incline sur le score de deux buts à un, au terme d'un match serré.
Lors de la saison 2014-2015, Raon termine quatorzième de son groupe de CFA, synonyme de relégation en CFA 2. Raon réalise une excellente saison en CFA 2 avec une seconde place derrière l'équipe réserve du Stade de Reims et remonte directement en CFA avec en plus de cela, un nouveau 1/32ème de finale de Coupe de France face à l'AS Saint-Étienne qui élimine Raon lors de la séance de tirs au but devant 5 000 spectateurs, ce qui représente la meilleure affluence à domicile de l'histoire du club vosgien.
Après deux saisons en CFA (renommé en National 2 durant l'exercice 2017-2018), l'US Raon redescend en National 3 après une triste seizième place. Durant les trois premières saisons, Raon joue le ventre mou et réalise en parallèle sa dernière performance notable en Coupe de France lors de l'exercice 2019-2020 avec un 1/32ème de finale face au LOSC Lille en s'inclinant trois buts à deux dans un match palpitant.
Le 22 mars 2021, à la suite du décès du président du club, Louis Fornoni, le club annonce la prise de présidence de Pierre Tarry.
Lors de la saison 2023-2024, Raon termine douzième de son groupe, et se voit donc relégué en Régional 1 pour la première fois depuis trente-et-un ans. Début juillet, le club annonce que Fabrice Lenoir, alors coach de l'équipe réserve, entrainera l'équipe sénior. Le club est finalement repêché en National 3 le 16 juillet 2024 à la suite de la relégation administrative de l'équipe réserve de l'AS Nancy-Lorraine.

## Logos

Logo jusqu'en 2021.
Logo de 2021 à 2023.
Logo depuis 2023.

L'écusson actuel du club depuis 2021 reprend les cinq tours qui représentent les cinq entrées de la ville, ainsi que le "lion ailé", symbole historique de la ville de Raon-l'Étape. Au centre de celui-ci, on y retrouve le nom du club simplifié en "US Raon" avec le terme "football" en dessous de ce dernier. 

## Palmarès
Le tableau suivant récapitule les performances de l'US Raon dans les différentes compétitions officielles françaises.
| Compétitions nationales                                             | Compétitions régionales |
| ------------------------------------------------------------------- | --- |
| - Coupe de France - Meilleure performance : 1/8e de finale en 2013. | - Championnat de Lorraine - Champion : 1990. - Coupe de Lorraine - Vainqueur : 1996. - Coupe des Vosges (4) - Vainqueur : 1990, 1991, 1992 et 2000. |

## Personnalités

### Présidents
Le 14 mai 2011, le président du club, Georges Bilon décède. L'avenir du club devient incertain, au vu de son implication dans le club, tant au niveau humain que financier. Le 12 juillet 2011, Jean-Pierre Rossi est nommé nouveau président ; il retrouve la présidence du club qu'il a quittée 4 ans auparavant.
En novembre 2013, en compagnie de Jean-Pierre Rossi et Louis Fornoni, Jean-Luc Weber reprend les rênes de l’US Raon-l’Étape.
Pierre Tarry devient le nouveau président en mars 2021 à la suite du décès de Louis Fornoni.

### Entraîneurs
- 1991-2000 :  Didier Ollé-Nicolle
- 2002-2005 :  Richard Déziré
- janv. 2007-2012 :  Richard Déziré
- 2012-mars 2015 :  Jean-Philippe Séchet

### Joueurs
- Raphaël Livramento (1997-2000)
- Pascal Johansen (2013-2015)
- Jonathan Clauss (2015-2016)
- Mohamed Soumaïla (2017-2019)

## Rivalités

### Avec l'ES Thaon
L'US Raon entretient une rivalité avec un autre club amateur des Vosges qui évolue quasiment systématiquement dans le même championnat que le club depuis la saison 2015-2016, l'ES Thaon. Les deux clubs se partagent le même bassin de supporters, ce derby est le plus important dans les Vosges depuis le déclin et la disparition du SR Saint-Dié qui entretenait le derby vosgien avec le SAS Épinal.
Le bilan est extrêmement équilibré avec cinq victoires des deux côtés et trois matchs nuls en attendant les deux rencontres en National 3 de la saison 2024-2025.
| Saison    | Championnat | Rencontre  | Rés. | Date              | Buteur(s) pour Raon                             | Buteur(s) pour Thaon                                        | Spectateurs |
| --------- | ----------- | ---------- | ---- | ----------------- | ----------------------------------------------- | ----------------------------------------------------------- | ----------- |
| 2015-2016 | CFA 2       | Thaon-Raon | 3-2  | 16 décembre 2015  | Rother (58e), Bassilekin (71e)                  | Comara (16e), Fousse (39e), Caromel (51e)                   | ?           |
| 2015-2016 | CFA 2       | Raon-Thaon | 4-0  | 16 avril 2016     | Charoy (7e), (60e), (67e), Téti (45e)           | -                                                           | ?           |
| 2018-2019 | National 3  | Thaon-Raon | 3-1  | 29 août 2018      | Hassidou (33e)                                  | Comara (13e), Didierjean (72e), Lecoanet (77e)              | ?           |
| 2018-2019 | National 3  | Raon-Thaon | 3-1  | 18 mai 2019       | Hassidou (49e), Josephau (54e), Merbah (59e)    | Comara (38e)                                                | ?           |
| 2019-2020 | National 3  | Raon-Thaon | 1-0  | 11 septembre 2019 | Duminy (6e)                                     | -                                                           | ?           |
| 2019-2020 | National 3  | Thaon-Raon | 1-0  | 25 janvier 2020   | -                                               | Focki (34e)                                                 | 253         |
| 2020-2021 | National 3  | Raon-Thaon | 0-0  | 16 septembre 2020 | -                                               | -                                                           | 276         |
| 2021-2022 | National 3  | Thaon-Raon | 1-4  | 8 septembre 2021  | Duminy (6e), Hassidou (33e), (76e), Samba (56e) | Colin (15e)                                                 | 500         |
| 2021-2022 | National 3  | Raon-Thaon | 1-1  | 12 février 2022   | Duminy (48e)                                    | Uhlrich (28e)                                               | ?           |
| 2022-2023 | National 3  | Thaon-Raon | 4-0  | 3 décembre 2022   | -                                               | Lecoanet (36e), Michelutti (45e), Condi (62e), Comara (77e) | ?           |
| 2022-2023 | National 3  | Raon-Thaon | 2-3  | 6 mai 2023        | Adinany (18e), N'Guessan (45e)                  | Comara (27e), Abdallah (38e), Gazagnes (61e)                | ?           |
| 2023-2024 | National 3  | Thaon-Raon | 0-0  | 11 novembre 2023  | -                                               | -                                                           | 247         |
| 2023-2024 | National 3  | Raon-Thaon | 1-0  | 23 mars 2024      | Abdallah (12e)                                  | -                                                           | 379         |

### Avec le SAS Épinal
Le derby entre le SAS Épinal et l'US Raon est le plus important de la région des Vosges à la fin des années 90 et lors du début des années 2000 à la suite du déclin du SR Saint-Dié. Les deux clubs se sont régulièrement rencontrés en Coupe de France et dans le championnat de CFA (National 2 aujourd'hui). Le bilan des rencontres est à l'avantage du SAS Épinal avec douze victoires, six matchs nul et cinq victoires pour l'US Raon. Le dernier derby en date s'est terminé sur un match nul de un but partout au Stade de la Colombière d'Épinal lors du championnat de National 2.
| Saison    | Championnat       | Rencontre   | Rés.          | Date              | Buteur(s) pour Épinal                      | Buteur(s) pour Raon         | Spectateurs |
| --------- | ----------------- | ----------- | ------------- | ----------------- | ------------------------------------------ | --------------------------- | ----------- |
| 1946-1947 | Coupe de Lorraine | Épinal-Raon | 3-1           | 27 avril 1947     | ?                                          | ?                           | ?           |
| 1947-1948 | Coupe des Vosges  | Épinal-Raon | 7-2           | 15 juin 1947      | ?                                          | ?                           | ?           |
| 1955-1956 | Coupe de Lorraine | Raon-Épinal | 2-4           | 1er novembre 1955 | ?                                          | ?                           | ?           |
| 1986-1987 | Coupe de France   | Épinal-Raon | 5-0           | 15 novembre 1986  | Bénier 40e, Weiss 49e, 76e, 90e, Chéré 65e | -                           | 454         |
| 1991-1992 | Coupe de France   | Raon-Épinal | 0-2           | 22 décembre 1991  | Christen 21e, Weiss 81e                    | -                           | 1 157       |
| 1997-1998 | Coupe de France   | Raon-Épinal | 1-1 (0-3 TAB) | 9 novembre 1997   | Hoy 102e                                   | Marinkov 108e               | 1 220       |
| 1997-1998 | National          | Épinal-Raon | 0-0           | 18 novembre 1997  | -                                          | -                           | ?           |
| 1997-1998 | National          | Raon-Épinal | 3-0           | 8 mai 1998        | -                                          | -                           | ?           |
| 1998-1999 | Coupe de France   | Épinal-Raon | 0-2           | 7 novembre 1998   | -                                          | Violant 34e, Voinson 85e    | 600         |
| 2007-2008 | CFA               | Épinal-Raon | 2-0           | 25 août 2007      | Jahier 45e, Asbabou 88e                    | -                           | ?           |
| 2007-2008 | CFA               | Raon-Épinal | 2-3           | 9 février 2008    | Jahier 10e, 61e, Boissenin 34e             | Marcilly 16e, Bantsimba 45e | ?           |
| 2009-2010 | Coupe de France   | Raon-Épinal | 2-1           | 18 octobre 2009   | Adnane 50e                                 | Hacquard 13e, 52e           | 900         |
| 2009-2010 | CFA               | Épinal-Raon | 0-0           | 14 novembre 2009  | -                                          | -                           | ?           |
| 2009-2010 | CFA               | Raon-Épinal | 1-1           | 17 avril 2010     | Girardin 93e                               | Dufrennes 3e                | ?           |
| 2010-2011 | CFA               | Épinal-Raon | 2-0           | 28 août 2010      | Asbabou 61e, Ndoye 70e                     | -                           | ?           |
| 2010-2011 | CFA               | Raon-Épinal | 1-1           | 19 février 2011   | Chéré 57e                                  | Keita 46e                   | ?           |
| 2011-2012 | Coupe de France   | Raon-Épinal | 1-1 (4-3 TAB) | 16 octobre 2011   | Chouleur 35e                               | Gérard 45e                  | ?           |
| 2013-2014 | CFA               | Raon-Épinal | 0-3           | 2 février 2014    | Chouleur 22e, 56e, Asbabou 87e             | -                           | ?           |
| 2013-2014 | CFA               | Épinal-Raon | 1-1           | 5 avril 2014      | Chouleur 71e                               | Michelot 72e (csc)          | 800         |
| 2015-2016 | Coupe de France   | Raon-Épinal | 2-0           | 10 octobre 2015   | -                                          | Bassilekin 98e, Dufour 111e | 558         |
| 2016-2017 | Coupe de France   | Épinal-Raon | 2-1           | 22 octobre 2016   | Lemb 1re, Mike Cestor 60e                  | Povoa 68e                   | ?           |
| 2017-2018 | National 2        | Raon-Épinal | 2-4           | 2 septembre 2017  | Azankpo 13e, 45e, 52e, 64e                 | Bassilekin 56e, 89e         | ?           |
| 2017-2018 | National 2        | Épinal-Raon | 1-1           | 3 février 2018    | Colin 54e                                  | Özcan 88e                   | ?           |